# ایوون شوکه-بروآ
 ایوون شوکه-بروآ (به انگلیسی: Yvonne Choquet-Bruhat؛ زادهٔ ۲۹ دسامبر ۱۹۲۳ – درگذشتهٔ ۱۱ فوریهٔ ۲۰۲۵) ریاضی‌دان و فیزیک‌دان اهل فرانسه بود.
وی در ۲۹ دسامبر ۲۰۲۳، صد ساله شد.

## درگذشت
شوکه-بروآ، سرانجام در ۱۱ فوریهٔ ۲۰۲۵، در سن ۱۰۱ سالگی درگذشت.